# Damasonium
Damasonium é um gênero botânico de plantas aquáticas, perenes, da família alismataceae...

## Espécies
Damasonium californicum